# 文丹信号場
文丹信号場（ムンダンしんごうじょう）または文丹駅（ムンダンえき）は、大韓民国慶尚北道奉化郡にある韓国鉄道公社の駅である。

## 利用可能な路線
- 韓国鉄道公社
  - 嶺東線

## 歴史
- 1950年2月1日：開業。
- 1983年2月1日：旅客取扱中止。

## 隣の駅
韓国鉄道公社
嶺東線
栄州駅 - (北栄州信号場) - 文丹信号場 - 奉化駅